# LIVE IN LIVING '09
『LIVE IN LIVING '09』は、2009年7月28日に発売された羊毛とおはなの4作目のスタジオ・アルバムである。

## 解説
通算4作目、"LIVE IN LIVING"シリーズのフルアルバムとしては3作目の作品である。VILLAGE VANGUARDでの購入者のみ、初回限定特典スペシャルCD（『LIVE AT VILLAGE VANGUARD』の未収録曲1曲収録）付き。TOWER RECORDSでの購入者のみ、羊毛とおはなオリジナルコースター付き。
"LIVE IN LIVING"シリーズは、その名の通り、リビングルームでライブをしているかのような作品をテーマとしたもので、歌とギター中心にした編成でライブ録音されている。また、カバー曲を多く含むことも特徴であり、本作は洋楽5曲のカバーを含んでいる。

## 収録曲
1. キーラの森
  - 作詞：中村圭佑、作曲：千葉はな
2. 晴れのち晴れ
  - 作詞・作曲：市川和則、ベース：Katsuhiro Sunaga
  - ENEOS CMタイアップソング
  - iTunes Storeで先行配信[3]
3. 「おやすみ。」
  - 作詞・作曲：市川和則
4. 僕は空にうたう
  - 作詞：千葉はな、作曲：市川和則
5. All You Need Is Love
  - 作詞・作曲：ジョン・レノン／ポール・マッカートニー、パーカッション：Junpei Kamiya
  - ビートルズの曲のカバー
  - NTT docomo CMソング
6. Big Yellow Taxi
  - 作詞・作曲：ジョニ・ミッチェル、パーカッション：Junpei Kamiya
  - ジョニ・ミッチェルの曲のカバー
7. デイ・ドリーム・ビリーヴァー
  - 作詞・作曲：ジョン・スチュワート、訳詞：ZERRY
  - ザ・タイマーズの曲（原曲はモンキーズの「デイドリーム」）のカバー
8. アクアリウム
  - 作曲：市川和則
9. Don't Look Back in Anger
  - 作詞・作曲：ノエル・ギャラガー
  - オアシスの曲のカバー
10. Rainbow Sleeves
  - 作詞・作曲：トム・ウェイツ
  - トム・ウェイツの曲のカバー